# Москва — Петушки
«Москва́ — Петушки́» — постмодернистская поэма в прозе Венедикта Васильевича Ерофеева. Написана в автобиографической манере.
Поэма появилась на свет осенью 1969 года (по словам автора, за пять недель «на кабельных работах в Шереметьево — Лобня», прокладывался кабель телефонной связи). Впервые была опубликована летом 1973 года в Израиле в журнале «АМИ», вышедшем тиражом в 300 экземпляров; затем — в 1977 году в Париже.
В СССР издана только в эпоху перестройки в 1988—1989 годах, сначала в сокращённом виде в журнале «Трезвость и культура», а затем — в более полном виде в литературном альманахе «Весть» и, наконец, почти в каноническом виде в 1989 году в издательстве «Прометей».

## Сюжет
Лирический герой поэмы — интеллектуальный алкоголик Веня (Веничка) Ерофеев, едущий на электричке по 124-километровому железнодорожному маршруту из Москвы в Петушки к любовнице и ребёнку. Петушки — цель поездки — описываются рассказчиком как некое утопическое место.
Веничка был уволен с поста бригадира монтажников за «внедрение порочной системы индивидуальных графиков», где были представлены данные о количестве выпитого работниками спиртного перед работой и в рабочее время. В начале поэмы он, в глубоком запое, просыпается в неизвестном подъезде, после очередной неудачной попытки найти в Москве Кремль, и решает отправиться с Курского вокзала в Петушки, где его ждёт любовница и трёхлетний сын. Веничка, в муках дождавшись открытия магазина, тратит последние деньги на спиртное и садится в электричку.
В поезде он пускается в длинные монологи об алкоголе, истории, философии, культуре и политике, беседует с попутчиками и непрерывно пьёт с ними всё, что содержит спирт и хоть как-то проходит в желудок. Выпитое приводит к погружению в мир грёз, где Веничка становится предводителем революции в Петушинском районе.
Когда Веничка время от времени просыпается, ему являются странные галлюцинации, вроде Сфинкса — существа без ног, без хвоста и без головы, который, тем не менее, дерётся именно хвостом и головой, обладает, как сказано в книге, «бандитскою рожей» и задаёт Веничке абсурдные с позиций здравого смысла, но с точки зрения математики правильно поставленные загадки (например, подсчитать, сколько раз в год знаменитый ударник Алексей Стаханов ходил по малой и по большой нужде, если учесть, что он трезвым ходил два раза в день по малой нужде и один раз в два дня — по большой, а пьяным — четыре раза в день по малой и ни разу — по большой, и что у него 312 дней в году был запой), причём Веничка их воспринимает на свой счёт. Он не может разгадать загадки, и Сфинкс говорит, что не пустит Веничку в Петушки.
Сфинкс волочет Веничку в тамбур, где на запотевшем стекле чьим-то пальцем выведено неприличное слово, и Веничка, выглядывая из окна, по направлению движения поезда начинает понимать, что едет из Петушков в Москву — пока он спал, электричка успела побывать в Петушках и начать путь назад. В итоге он снова попадает в Москву, где за ним гонятся четверо неизвестных (не исключено, что они тоже Веничкины галлюцинации). Они настигают героя в одном из подъездов и вонзают ему шило в горло (сам автор поэмы в 1990 году умер от рака горла). «С тех пор я не приходил в сознание, и никогда не приду».

## Художественные особенности
Поэма имеет циклическую структуру.
Лексика произведения включает смесь из библеизмов, советских газетных штампов, скрытых и прямых цитат из русской и мировой литературы и классиков марксизма-ленинизма. Присутствует немало нецензурной лексики. Коктейли («Ханаанский бальзам», «Сучий потрох», «Поцелуй тёти Клавы», «Слеза комсомолки»), рецепты которых приводятся в главах «Электроугли — 43-й километр» и «43-й километр — Храпуново»), исследователи склонны относить к вымышленным. Эти напитки отмечены литературной игрой, многочисленными отсылками к литературным произведениям и советским бытовым деталям.
Исследователи отмечают связь поэмы с идеями М. М. Бахтина о карнавале (см., напр., Зорин А. Опознавательный знак // Театр, 1991, № 9).
По мнению историка и религиоведа Алексея Муравьёва, поэму Ерофеева можно понять как апокалиптическое повествование о путешествии к Богу: «герой Ерофеева едет к Богу, но доехать он может, только опустошив, выпотрошив себя и, в конце концов, пройдя через смерть. Четыре человека, о которых говорится в этом трактате, — это четыре Всадника апокалипсиса».

## Отзывы

Памятник Веничке на площади Борьбы в Москве

«Москва — Петушки» читал с большим удовольствием. Замечательная книга. <…> Творчество, причём самого высокого полёта. Как «Шинель» Гоголя, или «Скучная история» Чехова.
— Борис Стругацкий

Одиссея Венички Ерофеева оказалась пророческой… В России вечно живёт мечта о правильной России, о том, что надо выделить себе некую территорию, на которой уж всё будет как надо: там мы будем власть! «Москва — Петушки» с пугающей точностью осуществилась в Новороссии…
— Дмитрий Быков

## Памятник произведению
Памятник «Москва — Петушки» установлен в сквере на площади Борьбы в Москве в 2007 году.

## Экранизация
- «Москва — Петушки» / нем. «Moskau — Petuschki» (1991, Германия, ТВ). Режиссёр: Йенс Карл Элерс (нем. Jens Carl Ehlers)[7]

## Спектакли

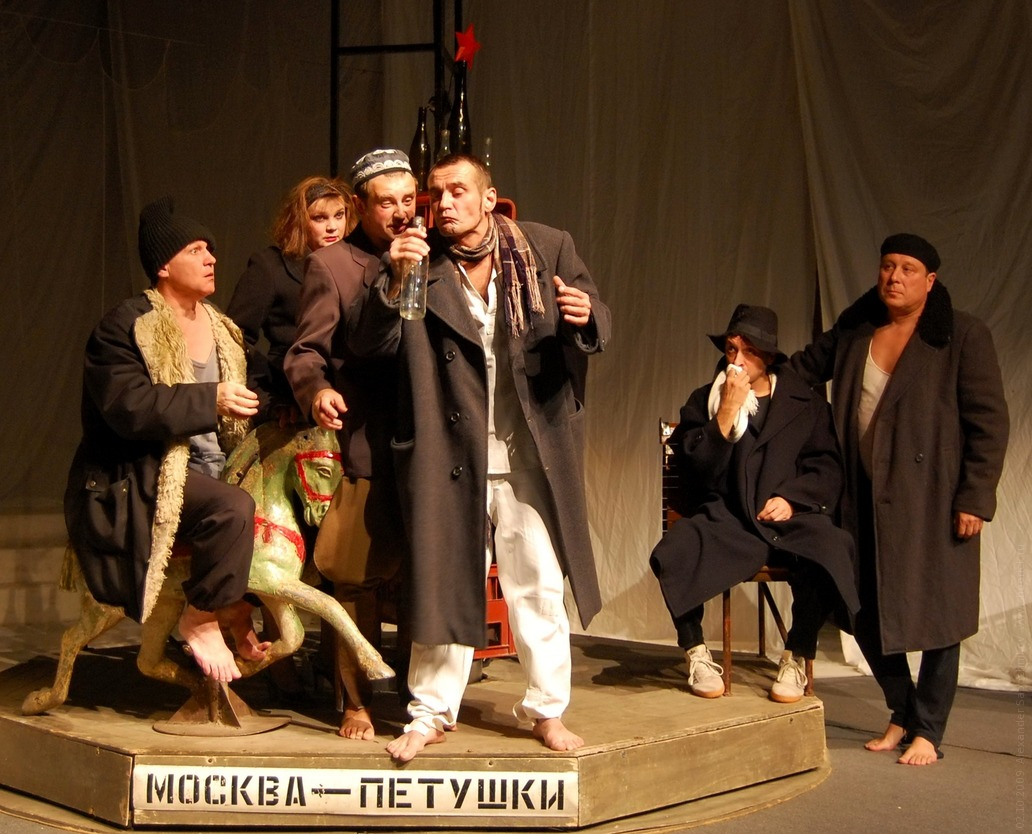
Сцена из спектакля «Беги, Веничка, беги!» театра «Манекен»

- Первый спектакль по поэме «Москва — Петушки» был поставлен в московском Экспериментальном театре под рук. Вячеслава Спесивцева. Режиссёр — Виталий Мозгалин. В 1989 году Венедикт Ерофеев присутствовал на премьере спектакля и в интервью программе «Взгляд» сообщил, что спектакль ему не понравился, а Веничка (актёр Василий Стоноженко) такой же, как и он в молодости, раз….й.[уточнить][источник не указан 81 день]
- Спектакль «Москва — Петушки». Поставлен в Театре на Таганке (Москва). Режиссёр: Валентин Рыжий. Сценическая адаптация, сценография, режиссура — Валентин Рыжий, хореограф — Владимир Сажин. Актёры: Александр Цуркан (Веничка) и Ирина Линдт, певица — Татьяна Федотова, фортепиано — Алексей Воронков, фонограмма — Василий Немирович-Данченко, сценическая музыка — Сергей Летов[8].
- Спектакль «Беги, Веничка, беги». Режиссёр: Юрий Бобков, художник: Сергей Александров. Театр «Манекен» (Челябинск)[9].
- Спектакль «Москва — Петушки». Режиссёр: Наталья Семёнова, в главной роли Александр Волков. Премьера состоялась 9 ноября 2010 года[10] в д/к имени Зуева.
- Спектакль «Москва — Петушки» в постановке Сергея Женовача, «Студия театрального искусства», Москва. В главной роли — Алексей Вертков («Золотая маска» 2014 года за «лучшую мужскую роль»). Премьера состоялась 15 сентября 2012 года.

## Издания
- Ерофеев В. В. Москва — Петушки. — М.: Изд-во «Прометей», МГПИ им. В. И. Ленина, 1989, 128 с. 200 000 экз.; 1990, 128 с. Тираж 125 000 экз.
- Ерофеев В. В. Москва — Петушки. Поэма. — М.: Изд-во СП «Интербук», 1990. — 128 с. Тираж: 200 000 экз. Цена 3 р. 62 коп. (Воронеж. обл. тип.); 250 000 экз. Цена 4 р. 12 коп. (М., тип. «Красный пролетарий»)
- Ерофеев В. В. Москва — Петушки. С иллюстрациями Сергея Семёнова. — СПб.: Невская книга, 2000. — 99 с. ISBN 5-93783-001-6
- Ерофеев В. В. Москва — Петушки. С комментариями Э. Власова. — М.: Вагриус, 2002. — 575 с. Тираж 3000 экз. ISBN 5-264-00198-7
- Ерофеев В. В. Москва — Петушки. Поэма. — М.: Захаров, 2007. — 144 с. Тираж 7 000 экз. ISBN 978-5-8159-0725-6
- Ерофеев В. В. Москва — Петушки / Илл. В. Голубев. — СПб.: Вита Нова, 2011. — 520 с. — ISBN 978-5-93898-351-9
- Ерофеев В. Москва — Петушки : поэма / Венедикт Ерофеев. — СПб. : Азбука, Азбука-Аттикус, 2014. — 192 с. — (Азбука-классика). ISBN 978-5-389-03119-7

## Посвящения
В 1990 году британская студия BBC Films посвятила писателю и поэме документальный телевизионный фильм «From Moscow to Pietushki: A Journey with Benedict Yerofeyev», который снял польский кинорежиссёр Павел Павликовски.